# 箕輪 (さいたま市)
箕輪（みのわ）は、埼玉県さいたま市岩槻区の大字。郵便番号は339-0069。

## 地理
さいたま市岩槻区中部の大宮台地（岩槻支台）上に位置する。岩槻駅から北西へ1キロほどのところにある小さな地域で、久伊豆神社周辺に住宅が集まる。また、周囲を大字岩槻に囲まれており、東北自動車道周辺の長方形の地区は飛び地のようになっている。

## 歴史
もとは江戸期より存在した埼玉郡岩槻領に属する箕輪村、古くは戦国期より見出せる箕輪で箕輪郷に属していた。岩槻宿の浄安寺領が村内に存在していた。
- 初め岩槻藩領、1756年（宝暦6年）より幕府領[4]。検地は1628年（寛永5年）に実施[5]。新田を領していて、その検地が1763年（宝暦13年）に実施されている[4][5]。
- 1871年（明治4年）11月13日：第1次府県統合により埼玉県の管轄となる。
- 1879年（明治12年）3月17日：郡区町村編制法施行に伴い、南埼玉郡に所属する。郡役所は岩槻町に設置。
- 1889年（明治22年）4月1日：町村制施行により、掛、金重、本宿、箕輪、馬込、川島、平林寺の7箇村新田が合併し、河合村が成立[6]。河合村の大字箕輪となる。
- 1954年（昭和29年）
  - 5月3日：河合村が岩槻町・新和村・和土村・川通村・柏崎村・慈恩寺村と合併し、新たな岩槻町が成立[7]。岩槻町の大字となる。
  - 7月1日：岩槻町が市制を施行し、岩槻市となり[7]、同市の大字となる。
- 2005年（平成17年）4月1日：岩槻市がさいたま市に編入合併され、同市岩槻区の大字となる。
- 2016年（平成28年）4月1日：地内に都市計画道路岩槻駅西口駅前通り線が開通する[8]。

## 世帯数と人口
2017年（平成29年）10月1日時点の世帯数と人口は、以下のとおりである。
| 大字     | 世帯数  | 人口  |
| -------- | ------- | ----- |
| 大字箕輪 | 114世帯 | 303人 |

## 小・中学校の学区
市立小・中学校に通う場合、学区（校区）は以下の通りとなる。
| 区域 | 小学校                 | 中学校                 |
| ---- | ---------------------- | ---------------------- |
| 全域 | さいたま市立河合小学校 | さいたま市立西原中学校 |

## 交通

### 鉄道
地内に鉄道路線は通っていない。最寄り駅は、全域が東武野田線（東武アーバンパークライン）の岩槻駅である。

### 道路
- 東北自動車道
- 国道122号
  - 蓮田岩槻バイパス
- 東大宮岩槻線
- 岩槻駅西口駅前通り線

## 施設
- 久伊豆神社
- 箕輪公民館